# John Varvatos

Unternehmenslogo

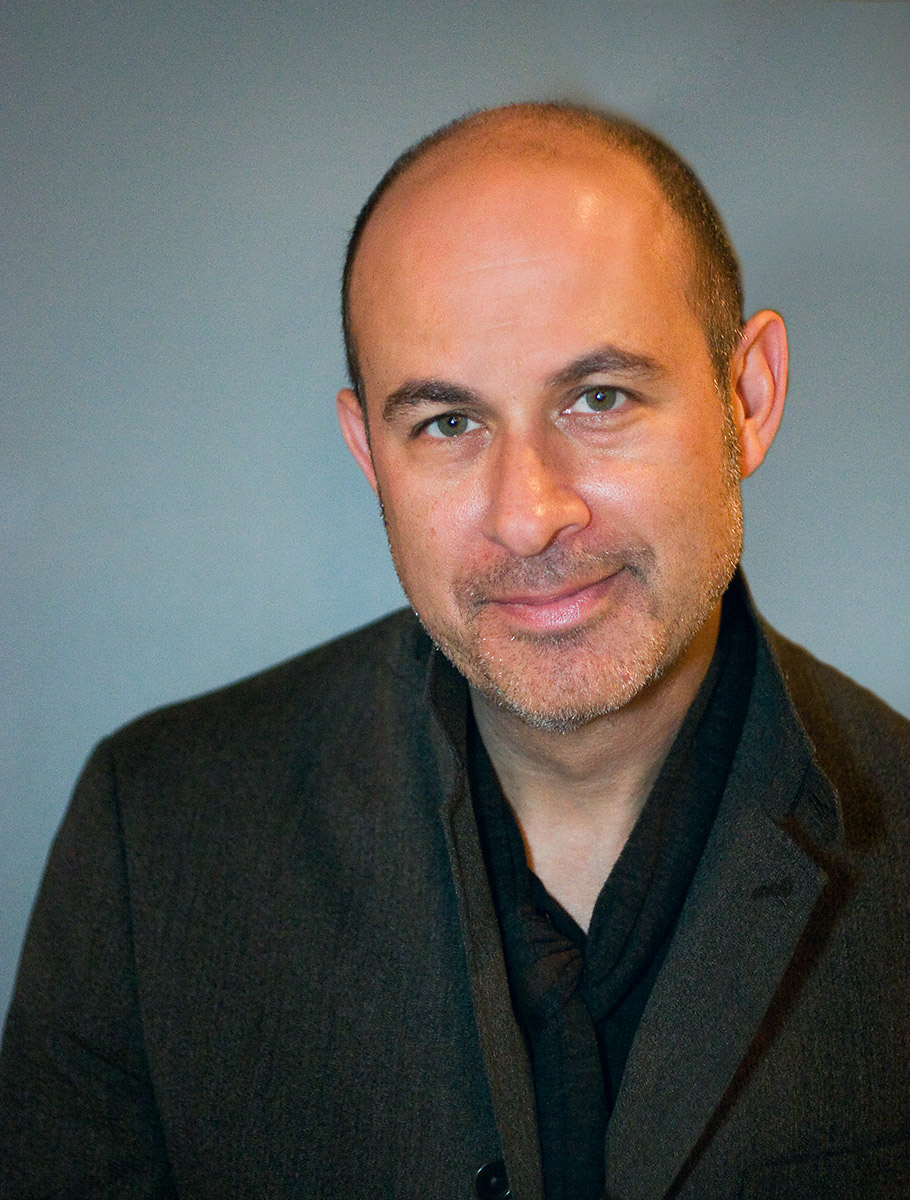
John Varvatos (2006)

John Varvatos (* 8. August 1954 in Detroit) ist ein griechisch-amerikanischer Modedesigner, der unter seinem Namen überwiegend Herren-Bekleidung, Accessoires und Parfüm entwirft und vertreibt. International bekannt wurde Varvatos, der zwischen 1984 und 1999 für Polo Ralph Lauren und Calvin Klein als Designer arbeitete, mit seinen Kollektionen ab Anfang der 2000er Jahre. Sitz der John Varvatos Enterprises, Inc. ist New York City. Seit Mitte 2012 gehört das Unternehmen einer britischen Beteiligungsgesellschaft.

## Biografie

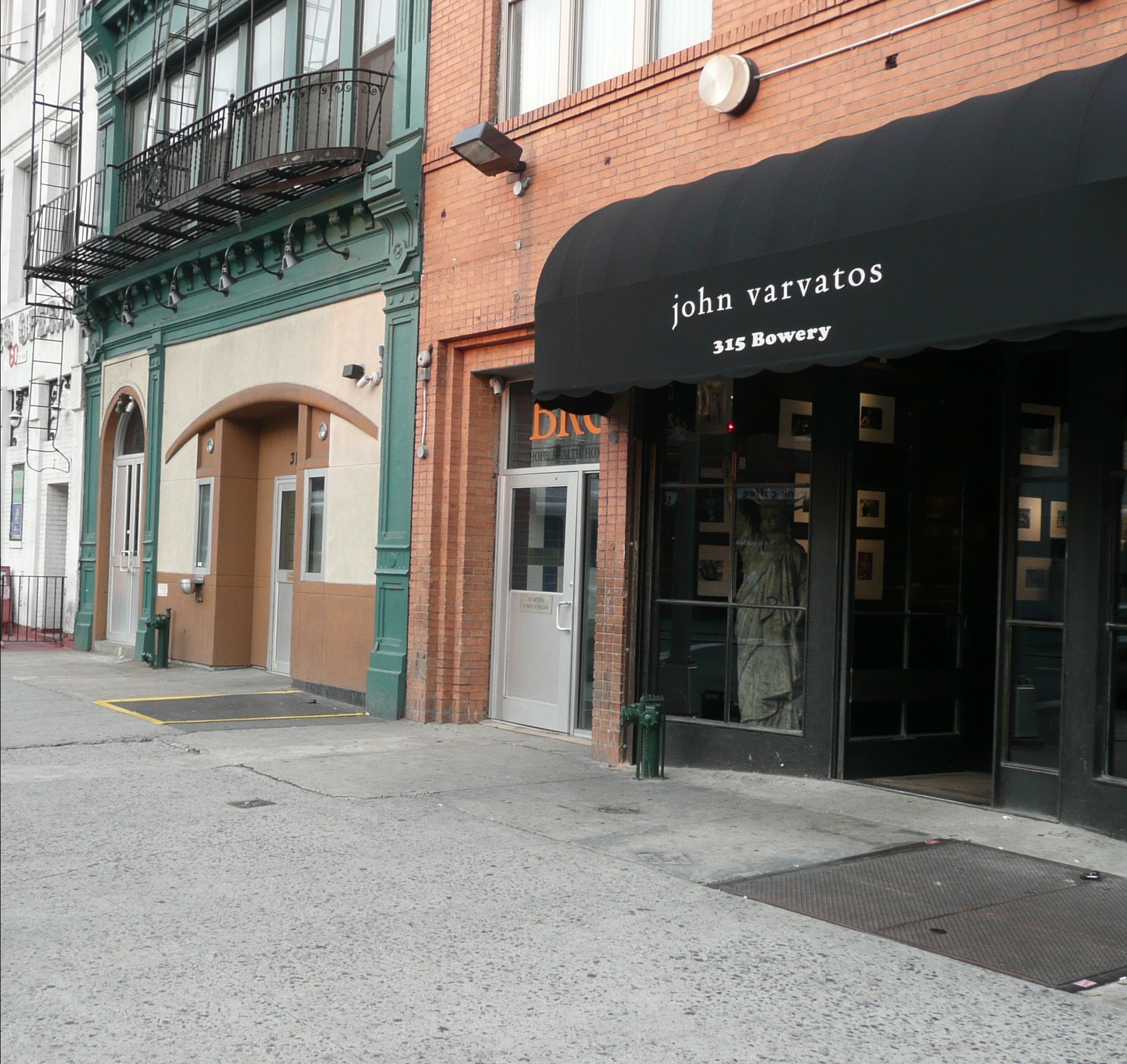
Die Filiale Bowery Street 315, New York (ehemals CBGB)

Varvatos wuchs in Allen Park, Michigan als Sohn einer Einwanderer-Familie aus Poulata auf der griechischen Insel Kefalonia in bescheidenen Verhältnissen auf. Bereits während der High School wollte er „cool aussehen“, indem er versuchte, sich „immer wie ein Rock Star zu kleiden“. Nach der Schule und während des Studiums jobbte er im Herrenmode-Einzelhandel. Varvatos hat einen College-Abschluss der Eastern Michigan University. Zusammen mit einem Freund eröffnete er in Grand Rapids ein Geschäft, das erfolgreich Mode der Marke Polo Ralph Lauren verkaufte, wodurch das Unternehmen Ralph Lauren auf Varvatos aufmerksam wurde. Ab 1983 arbeitete er in unterschiedlichen Positionen für Ralph Lauren, wechselte 1990 zu Calvin Klein, wo er Damenmode- und schließlich Chef-Designer wurde, und kehrte nach einer hochrangigen Anstellung beim amerikanischen Mantel-Hersteller London Fog 1995 zu Ralph Lauren zurück, wo er unter anderem die Polo Jeans Co.-Kollektion auf den Markt brachte. 1998 übernahm er eine Management-Position bei der amerikanischen Sportswear-Marke Nautica. Mit Nautica lancierte er 1999 sein eigenes Unternehmen.
Ende 2012 gestaltete John Varvatos eine unlimitierte Version der Luxuslimousine Chrysler 300 C (Luxury Edition) und Anfang 2013 eine auf 2.000 Exemplare limitierte Version (Limited Edition). Vorgestellt wurde das Sondermodell in mehreren Fernsehspots, in denen Varvatos selbst auftrat und in einer Variante der Spots von Iggy Pop begleitet wird. Bei der Zusammenarbeit war es Chrysler wichtig, dass Varvatos in der „Motor City“ Detroit geboren wurde. 2014 gründete Varvatos zusammen mit Republic Records das Musiklabel John Varvatos Records. Zusammen mit Iggy Pop realisierte Varvatos als ausführender Produzent die vierteilige Dokumentarfilm-Reihe The True Story of Punk über die Entstehungsgeschichte von Punk und Hardcore.
2020 schied Varvatos aus dem nach ihm benannten Unternehmen aus, im darauffolgenden Jahr gründete er das Modeunternehmen OTD – On This Day.
John Varvatos ist seit Dezember 2005 mit der Kunstberaterin Joyce Zylberberg verheiratet. Er hat zwei erwachsene Kinder, Lindsey und John Jr., und mit Zylberberg eine Tochter, Thea (* 2008).

## Das UnternehmenJohn Varvatosseit 1999

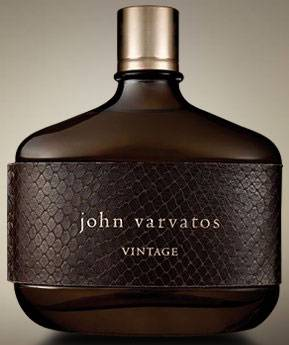
Flakon des Duftes John Varvatos VINTAGE

Varvatos gründete 1999 im Alter von Mitte 40 mit finanzieller Unterstützung des amerikanischen Sportswear-Herstellers Nautica das Unternehmen John Varvatos, welche Herrenbekleidung und Accessoires nach seinen Entwürfen verkauft. Nautica hatte Varvatos bereits Anfang der 1990er Jahre erfolglos angeboten, seine eigene Marke zu lancieren. Mitte 2000 erhielt Varvatos zudem einen Sitz im Board of Directors von Nautica. Die erste von Journalisten und Einzelhändlern gelobte Kollektion des hochpreisigen Hauptlabels John Varvatos Collection für Herren wurde schließlich im Juni 2000 vorgestellt und für die Saison Frühjahr/Sommer 2001 im September 2000 bei der New York Fashion Week gezeigt. Gleichzeitig kreierte Varvatos für Nautica deren Denim-basierte Kollektion Nautica Jeans. Der Council of Fashion Designers of America (CFDA) ehrte Varvatos daraufhin mit dem Perry Ellis Award für aufstrebende Talente. In den Jahren 2001 und 2005 wurde er vom CFDA als Menswear Designer of the Year (Herrenmode-Designer des Jahres) ausgezeichnet. Die Mode von Varvatos wurde zwischenzeitlich in rund 20 John Varvatos-Boutiquen verkauft, von welchen die erste im Oktober 2000 in SoHo eröffnete. Die bekannteste Varvatos-Filiale ist der ehemalige Rockmusik-Club CBGB (seit 2008) auf der Bowery.
2001 begann eine Kooperation mit dem Sportartikel-Hersteller Converse, für den Varvatos zunächst die bestehenden Schuhmodelle Chuck Taylor All Star (darunter ab 2004 das kommerziell höchst erfolgreiche Varvatos-Modell Vintage Slip ohne Schnürsenkel) und Jack Purcell überarbeitete. Ab Januar 2002 war John Varvatos Collection-Mode auch im europäischen Handel vertreten, wie bspw. bei Selfridges und Harvey Nichols in London. Von 2004 bis 2009 kam eine mäßig erfolgreiche, hochpreisige Damenmode-Linie unter dem Namen John Varvatos Collection zum Portfolio hinzu. Ab 2006 wurde eine eigene Modekollektion namens Converse by John Varvatos für junge Männer und Frauen lanciert. Die Herrenbekleidung von Converse by John Varvatos gibt es seit Anfang der 2010er Jahre nicht mehr, lediglich die Sportschuhe werden weiterhin angeboten. Anfang 2006 kam die bereits 2003 entwickelte John Varvatos Star USA Sportswear-Kollektion für Herren als jugendliche Brückenlinie offiziell zum Varvatos-Portfolio hinzu, deren Logo ein stilisiertes Victory-Zeichen ist. Im gleichen Jahr wurde das Sortiment um Sonnenbrillen und ab Ende 2008 um Uhren erweitert. Seit Januar 2009 wird die Hauptkollektion, die zuvor bei den Modenschauen in New York präsentiert wurde, zweimal jährlich bei den Herren-Schauen in Mailand gezeigt. Ende 2009 startete der Onlineshop auf der eigenen Webseite.
2003 wurde Nautica, und damit die Marke John Varvatos, von der amerikanischen VF Corporation aufgekauft. 2005 wurde die neue Tochtergesellschaft John Varvatos Enterprises, Inc. innerhalb des Konzerns gegründet. John Varvatos war daran mit 20 % beteiligt und fungierte als Chairman, CEO und Chefdesigner. Die japanische Firma Shiseido produzierte bis 2010 die Herren-Düfte John Varvatos Men (2004), John Varvatos Vintage (2006), John Varvatos ARTISAN (2009), John Varvatos Rock Volume One (2009), John Varvatos ARTISAN Black (2010), jv 00/10 (2010, zum 10-jährigen Firmenjubiläum), das Damen-Parfüm John Varvatos (2008) sowie die Pflegeprodukt-Serie John Varvatos Skin. Ab 2010 wurde die Lizenz für die Kosmetik-Sparte von Elizabeth Arden übernommen. 2009 erzielte John Varvatos Enterprises geschätzte Erlöse in Höhe von 125 Millionen US-Dollar.
Mitte 2012 wurde das Unternehmen John Varvatos von VF Corporation an die britische Beteiligungsgesellschaft Lion Capital LLC, der auch Anteile an der Schuhmarke Jimmy Choo und an American Apparel gehören, verkauft. John Varvatos selbst behielt seine Firmenanteile und blieb Vorsitzender des Board of Directors sowie Chefdesigner. 2020 meldete das Varvatos-Unternehmen Insolvenz an, nachdem Nordstrom 2018 Varvatos Modelinien teilweise aus seinen Filialen entfernte. Die Covid-19-Pandemie zwang das Unternehmen, alle eigenen Boutiquen zu schließen und mehr als 200 Mitarbeitende zu entlassen. Das Unternehmen wurde daraufhin im August 2020 von einer Tochterfirma von Lion Capital, Lion/Hendrix Cayman Ltd., gekauft, John Varvatos selbst schied aus dem Unternehmen aus.

## Varvatos-Stil

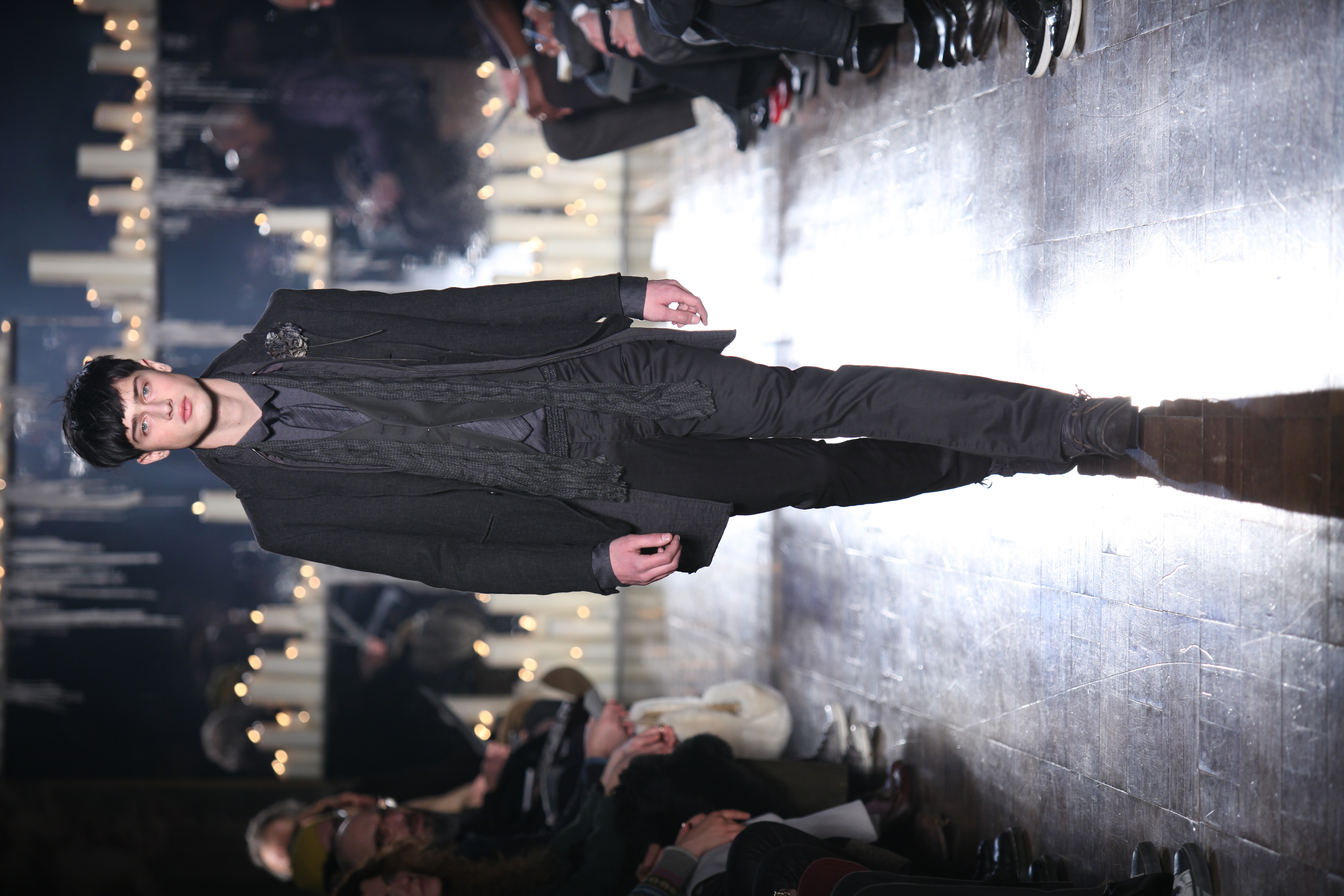
Modell aus der John Varvatos Collection Herbst/Winter 2010/11

John Varvatos ist eine Herrenmode-Marke im Bereich „Contemporary Sportswear“ mit dezent-maskulinen Entwürfen aus hochwertigen Stoffen. Die detailverliebten Komplett-Kollektionen „für richtige Männer“ umfassen unter anderem klassische Business-Anzüge, elegante Mäntel, „rockige“ Jeans, T-Shirts im Vintage-Stil, derbe Lederjacken oder rustikale Schuhe/Stiefel. Der Stil kann als klassisch-sportlich und gleichzeitig – stärker als bei Calvin Klein oder Ralph Lauren – markant-männlich bezeichnet werden, als eine „Mischung aus Eleganz und nachlässigem Chic“ und nicht als lässig-sportlich wie bspw. Mode von Tommy Hilfiger, als modisch-modern wie Prada, Gucci oder Marc Jacobs oder als klassisch-elegant wie Armani oder Tom Ford. Anfangs zierte die meisten Kollektionsteile von John Varvatos noch ein „Made in Italy“-Etikett; die kostenintensive Produktion in Italien wurde allerdings nach dem Verkauf an die VF Corporation zurückgefahren.
Zum Image der Firma gehört eine Affinität zur Musik, insbesondere Rock ’n’ Roll. Varvatos selbst ist Rockmusik-Fan und spielt Gitarre. Für Werbekampagnen des Hauses konnten in der Vergangenheit Musiker wie Iggy Pop, Alice Cooper, Perry Farrell oder die Bands The Roots, Velvet Revolver, Franz Ferdinand, ZZ Top, Cheap Trick und KISS verpflichtet werden.

## Kollektionen
- John Varvatos Collection – hochpreisige Herren-Hauptlinie mit Accessoires, Brillen, Uhren und Düften (seit 2000)
- John Varvatos STAR USA – jugendliche Brückenlinie für Herren mit Accessoires im oberen Mittelpreis-Segment (seit 2003/2006)
- Converse by John Varvatos – jugendliche Zweitlinie mit Sportschuhen (seit 2001)

ehemalige Kollektionen:
- John Varvatos Collection – hochpreisige Damen-Hauptlinie mit Accessoires, Brillen, Uhren und Düften (2004–2009)
- Converse by John Varvatos – jugendliche Zweitlinie mit Damen- (2006–2009) und Herren-Bekleidung (2006 – Anfang 2010er Jahre) im unteren Mittelpreis-Segment

## Auszeichnungen (Auswahl)
- 2000: Perry Ellis Award, CFDA
- 2001: Menswear Designer of the Year Award, CFDA
- 2005: Menswear Designer of the Year Award, CFDA
- 2013: Menswear Designer of the Year, New York Fashion Week[6]